# Roberto Souper Onfray
Roberto Federico Souper Onfray (Angol, 2 de mayo de 1927-Santiago, 24 de agosto de 2015) fue un oficial militar chileno, con el grado de Coronel, que lanzó una sublevación militar contra el gobierno de Salvador Allende, rodeando el Palacio de La Moneda con un regimiento de tanques.

## Biografía
Hijo de Jorge Souper Maturana y Zoraida Onfray García. La familia Souper se caracteriza por ser de "casta militar", tras el ingreso del primer Souper en la escena histórica de Chile, cuando el coronel inglés Roberto Souper Howard jugó un papel destacado en la Guerra del Pacífico.
Roberto Souper realizó sus estudios en el Colegio San Ignacio de Santiago.
Souper estaba casado con María Eugenia Wilshaw. Souper tuvo un hijo, Gustavo, que no siguió la tradición militar familiar, y en cambio regentó un pequeño hotel en Puerto Bories, en la XII Región de Chile (Magallanes)

## Carrera militar
Ingresó a la Escuela Militar, para después ser enviado como oficial en el Regimiento "Húsares" de Angol, y el "Granaderos" de Iquique.

### El tanquetazo
El 29 de junio de 1973, Souper comandó una sublevación militar en contra del presidente Salvador Allende. Este intento de golpe, llamado "tanquetazo", fue sofocado con éxito por los soldados leales al Comandante en Jefe del Ejército Carlos Prats. A pesar del fracaso de Souper, este hecho proporcionó a los militares información sobre las condiciones necesarias para llevar a cabo posteriormente el Golpe de Estado del 11 de septiembre de 1973.

### Caso Víctor Jara
En diciembre de 2012, Souper fue sometido a proceso como "cómplice de homicidio calificado" por el asesinato de Víctor Jara.

## Muerte
Falleció en Santiago el 24 de agosto de 2015, siendo sus restos cremados en el cinerario del cementerio Parque del Recuerdo.